# Framlykta

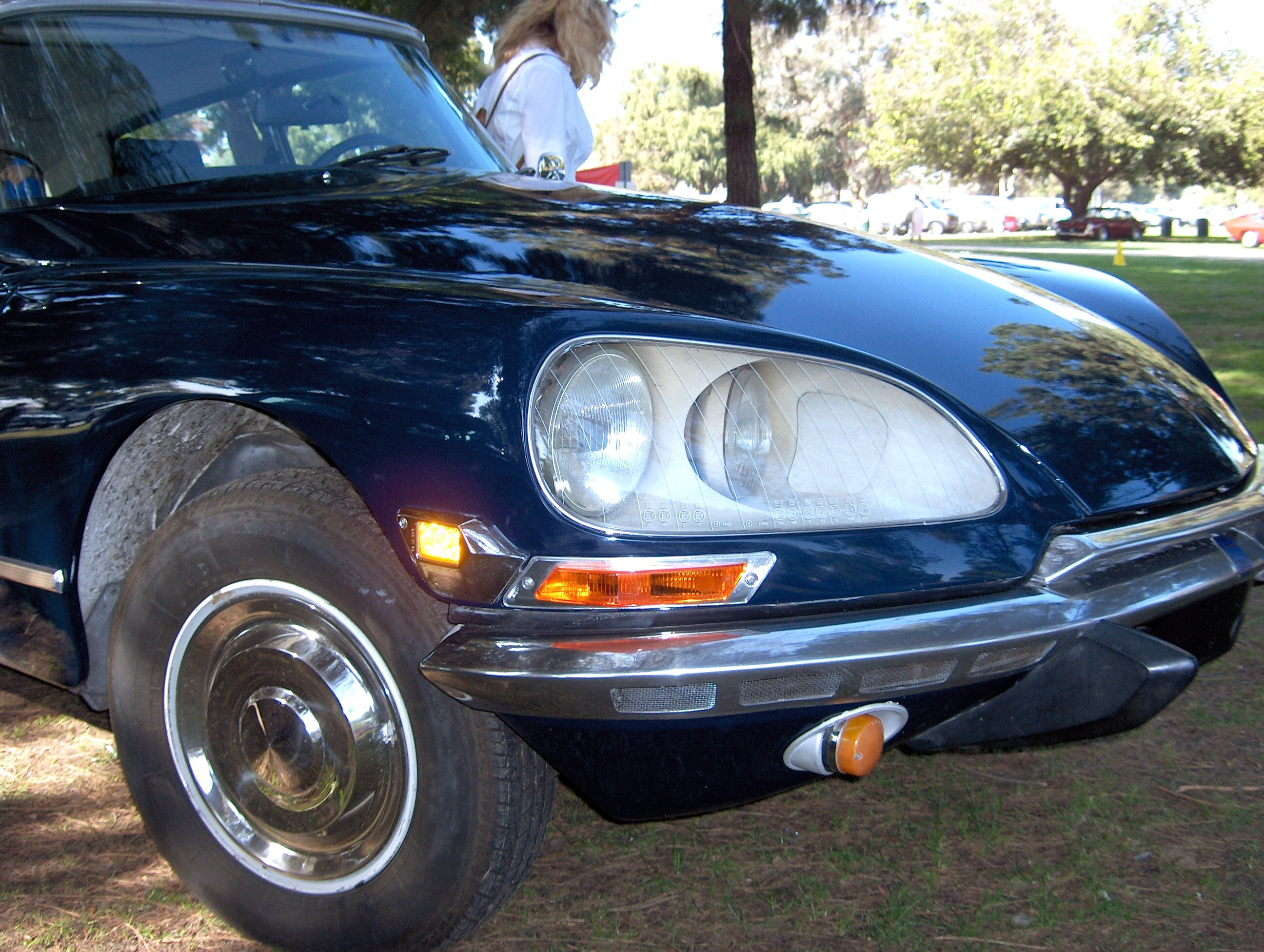
Framlyktan på en Citroën DS av 1972 års modell. Notera den innersta strålkastaren som är riktbar.

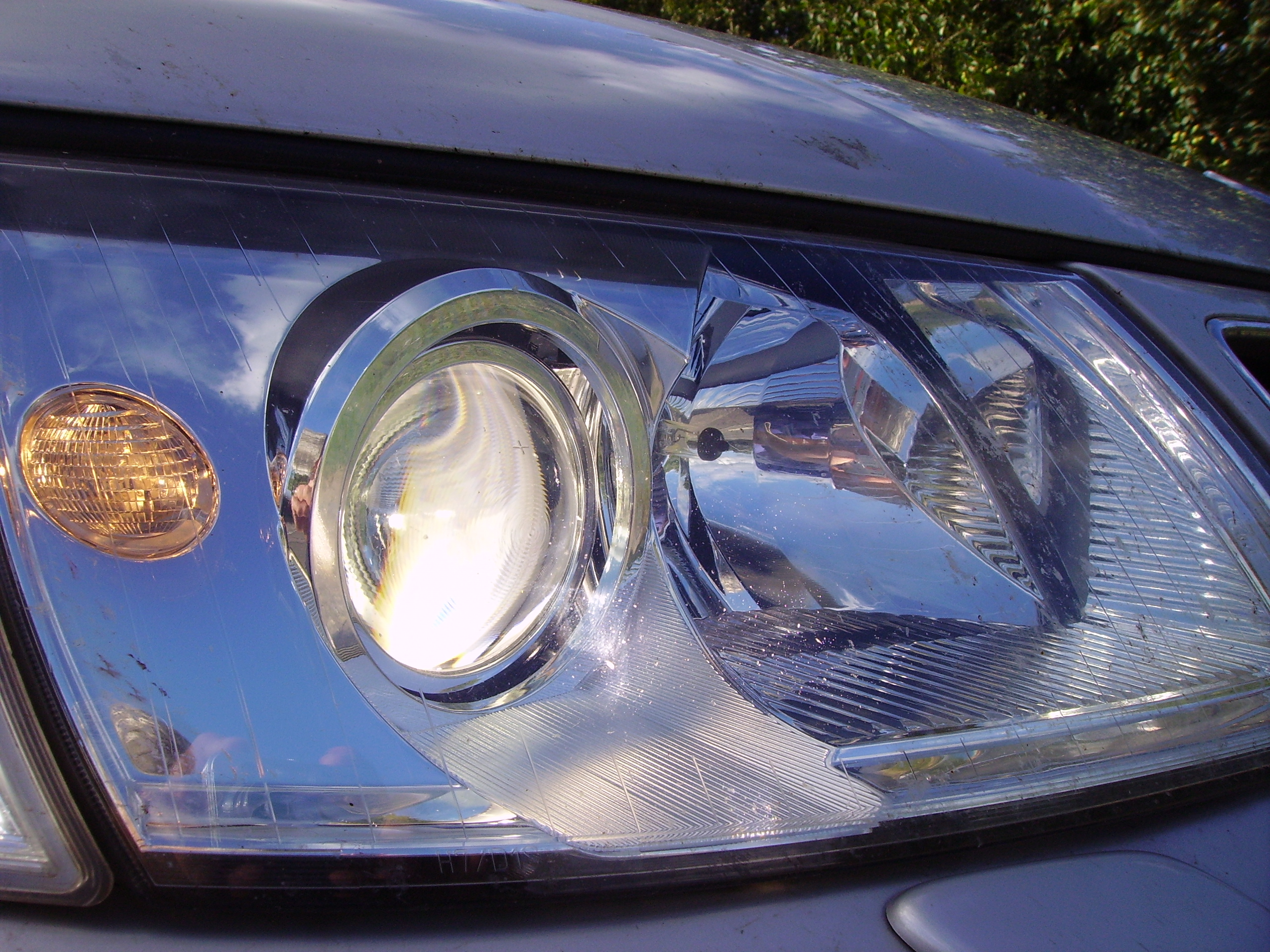
En xenonframlykta på en Saab 9-5.

Framlykta är en frammonterad strålkastare på fordon, till exempel bilar, traktorer och cyklar, även tåg och flygplan har framlyktor. Strålkastaren ska belysa vägen framför fordonet vid dåliga ljusförhållanden. Framlyktan är kopplad till fordonets elsystem, framlyktan på en cykel finns dock i batteridrivna varianter.

## Strålkastartyper
Fordon har sedan tidigare haft reflektorstrålkastare. Detta innebär att ljuskällan sitter i en parabel reflektor för att ge mer koncentrerat ljus. Ljuskällan i en halvljusstrålkastare (H1, H3, H7 med flera) har ett metallhus för ljuskällan som motverkar att ljuset sprids ner i reflektorn för att sedan reflekteras uppåt och eventuellt blända mötande trafikanter. I fordon med strålkastare för ljuskälla med kombinerat hel- och halvljus (H4 med flera) begränsas ljusbilden av en metallskål under glödtråden för halvljus. Reflektorstrålkastare har sedan äldre tider oftast haft ett slipat strålkastarglas för att få ljusbilden att sprida sig åt sidorna. I moderna bilar är detta ersatt av klarglas och ljusbildens spridning produceras i stället i reflektorn. Ljusbilden ska följa ett mönster som har en rak linje med ljus undertill samt en 25- eller 45-graders lutning upp mot höger i den högra delen av ljusbilden.

## HID-lampa (Xenon- och bi-xenonljus) ellerXenonlampa
HID betyder high-intensity discharge (högintensiv urladdning), en teknisk term på en ljusbåge och på den urladdning som förekommer i en båglampa. HID-lampor för bilar kallas oftast xenonljus eller bi-xenonljus eftersom lampan är fylld med xenongas. Xenongas används eftersom den minimerar lampans uppvärmningstid och ger maximalt med ljus snabbare än andra gaser, till exempel argon. Om man istället valde att använda argon, vilket man normalt gör i gatlyktor och andra fast monterade HID-lampor skulle det ta flera minuter för lampan att ge maximal effekt. Xenonljus använder en metallhalidlampa som genererar mer ljus än sedvanliga volfram- och halogenlampor.

### Ljusstyrka
Xenonljus ger upp till 4 gånger mer ljus än en halogenlampa med samma effekt.
Europeiska fordon med xenonljus skall enligt ECE-direktiv 48 vara försedda med typgodkända strålkastarrengörare, högtrycksspolning på glaset, samt automatisk nivåreglering av strålkastare. Detta direktiv har tillkommit för att säkerställa att mötande trafikanter inte i onödan besväras av det starka ljuset. Det är inte tillåtet att eftermontera xenonlampor (oavsett om endast ljuskällan eller hela strålkastaren byts ut) i halvljus och dimljus, av denna anledning. Dock har bland annat vissa bilar från Volvo, V70/XC70/S60/S80 åren 2005, 2006 och 2007 samt Volkswagen och Passat från och med 2004 samma strålkastar-utseende till halogenglödlampor som till xenonurladdningslampor, vilket gör att vissa eftermonterade xenonljus passerar obehindrat genom kontrollbesiktning.
Xenonljus drivs inte med bilens sedvanliga nätspänning, utan erfordrar en drossel med antingen en extern eller intern tändare, precis som ett lysrör. Drosseln kontrollerar spänningen till lampan. När ljusen tänds ger tändaren en snabb pulserad spänning på flera tusen volt för att starta ljusbågen i lampan. När ljusbågen tänts förgasar den metallsalterna samt kvicksilvret och drosseln anpassar sig då gradvis från tändspänning till arbetsspänning. När bågen är helt stabil ger drosseln 85 volt i vanliga D1- och D2-system, eller 42 volt med kvicksilverfria D3- och D4-system.
Även om viss marknadsföring kan så göra gällande, är inte ljusmängden från xenonljus likvärdigt med dagsljus. De kan ha liknande färgtemperatur, kring 6000 Kelvin, dock är det endast vitt eller gult ljus som är godkänt halvljus för standardkörning, vilket gör att endast xenonljus med 4300 Kelvin är godkänt i Sverige. Ljusspektrumet från ett xenonljus är inte regelbundet, vilket solljus är. Färgåtergivningen är medelmåttig, men det är inte heller det som efterfrågas, utan ljusmängden.
Bågen i en xenonlampa genererar stora mängder UV-ljus, men inget lämnar själva lampan. Ett UV-absorberande glasskikt ligger runt lampans bågrör, vilket är viktigt för att inte UV-känsliga komponenter i framlyktan skall skadas, till exempel linser i plast och reflektorer. Lamporna ger fortfarande ifrån sig ett ljus som ligger nära UV-ljus i ljusspektrumet.

### Återvinning
Xenonljuslamptyperna D1R, D1S, D2R, D2S och 9500 innehåller tungmetallen kvicksilver. Detta gör att sådana lampor alltid skall lämnas till återvinningsstationer. Nyare typer av xenonlampor, D3R, D3S, D4R, och D4S, innehåller inte kvicksilver men kan inte ersätta äldre lamptyper eftersom strålkastarna inte är gjorda för dessa, vare sig elektriskt eller fysiskt.
Den ljusbåge som genereras i xenonljuset är väsensskild från en äldre typ av halogenlampa eller motsvarande. Detta gör att även själva strålkastaren med reflektorer, optik och så vidare är specialkonstruerad. Det är därför förbjudet i många länder att sätta i xenonlampor i halvljusstrålkastare som inte är konstruerade för detta.
Bilbranschen rekommenderar att man inte byter xenonlampor själv, bland annat eftersom lamporna drivs med högspänning.